# Christian Ketelhot

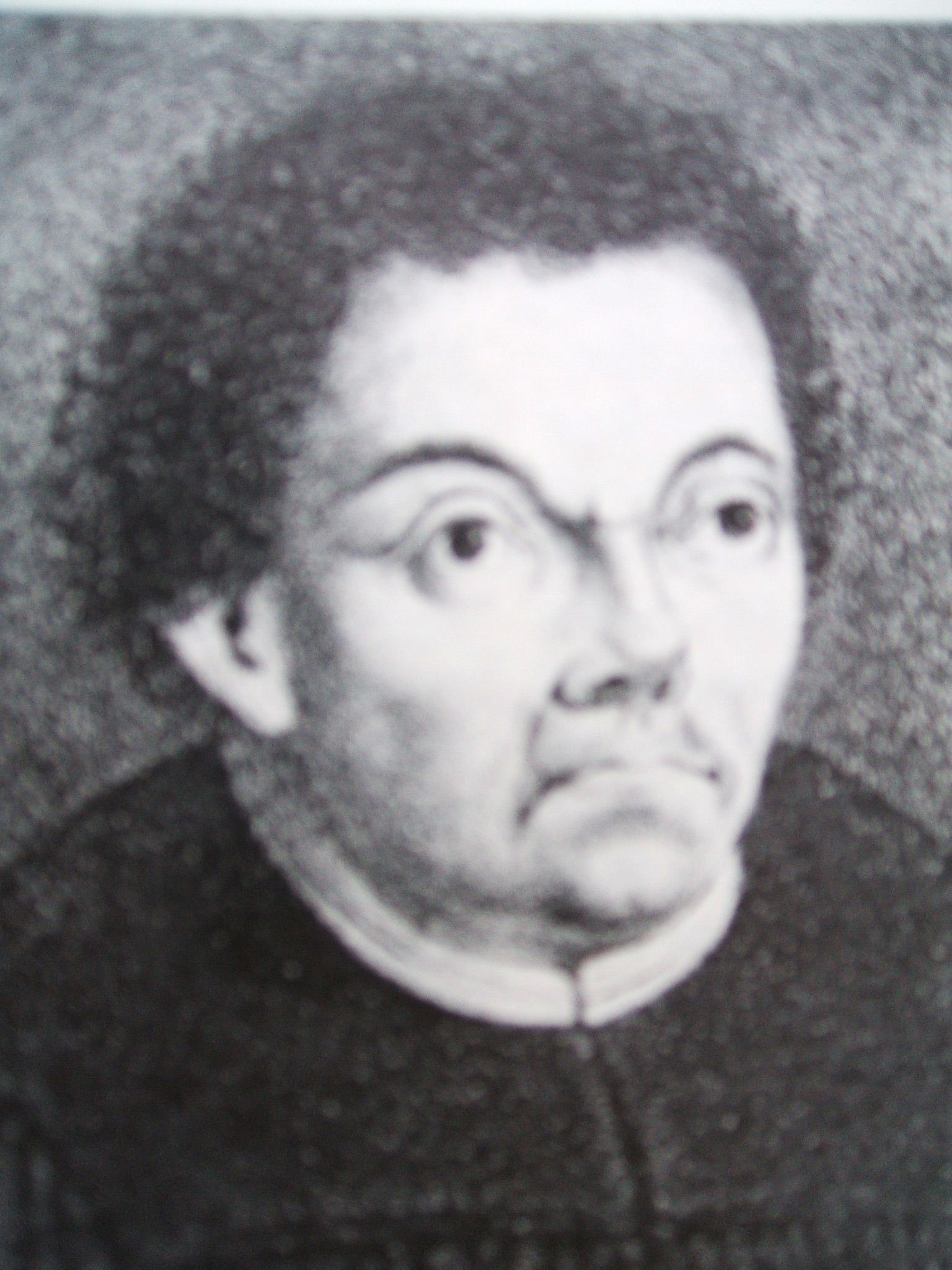
Christian Ketelhot auf einem Kupferstich

Christian Ketelhot (auch Ketelhodt) (* um 1492 in Görke bei Greifenberg in Pommern; † 1546) war ein deutscher Reformator. Zusammen mit sechs anderen Mönchen brachte er die Lehre Luthers in die Hansestadt Stralsund.

## Biographie
Ketelhot wurde im Dorf Görke bei Greifenberg in Pommern geboren. Als Chorherr des Prämonstratenserklosters Belbuck lernte er Johannes Bugenhagen kennen und freundete sich mit dessen Lehren an. Er war später als Pfarrer an der Nikolaikirche in Stolp tätig, wo er die Lehre der Reformation verkündete. Bogislaw X. setzte ihn auf Betreiben des Bischofs Erasmus von Manteuffel-Arnhausen im Jahr 1522 ab. Ketelhot bemühte sich in der Folgezeit vergeblich, sich Bogislaw X. zu erklären.
Er gab das Predigen auf und begab sich auf Wanderschaft durch Pommern und Mecklenburg, wobei er sich seinen Lebensunterhalt mit handwerklichen Tätigkeiten und Kriegsdienst verdiente. Sein Ziel war Livland, wo er sich eine neue Existenz aufbauen wollte.
Auf der Reise dorthin kam er im Frühjahr 1523 nach Stralsund. In Ermangelung einer Fahrgelegenheit blieb er zunächst in Stralsund und lernte bei einem Handwerksmeister das Tuchfärben. Er beobachtete dabei die katholische Geistlichkeit der Kirchen und Klöster der Stadt und wurde eines Tages bei einer Predigt in der Katharinenkirche vom predigenden Priester erkannt; dieser nannte ihn vor der versammelten Menge einen „entlaufenen Mönch“, worauf ihm Ketelhot antwortete, „es sei alles Geschwätz eines ungelehrten Esels“ und die Kirche verließ.
Stralsunder Bürger, darunter Franz Wessel suchten ihn auf und baten darum, dass der Lutherer öffentlich predige. Ketelhot predigte erstmals am 10. Mai 1523, unter freiem Himmel, vor dem Hospitaler Tor, am St.-Jürgen-Friedhof. Nach der dritten Predigt wurde er von den katholischen Geistlichen aufgefordert, nicht mehr zu predigen, der katholisch dominierte Rat erteilte ihm daraufhin ein solches Verbot. Ketelhot folgte dem Verbot zunächst, predigte aber nach daraufhin einsetzenden Schmähungen seitens der katholischen Priester erneut.
Am 1. Juni 1523 predigte er erstmals innerhalb der Stadt, in der Nikolaikirche; weitere Predigten folgten. Dabei wurde er vom aus Treptow an der Rega stammenden Johann Kureke unterstützt. Der Rat der Stadt setzte sein Verbot nicht durch, da einige Ratsmitglieder wie auch der Bürgermeister Nikolaus Smiterlow, der fortan Ketelhot schützte, bereits dem protestantischen Glauben angehörten. Zu Pfingsten 1524 brach ein Aufruhr unzufriedener Bürger gegen den Rat aus. Unter Führung Roloff Möllers wurde das Rathaus Stralsund gestürmt und die Einsetzung eines Bürgerausschusses („48er-Ausschuss“) durchgesetzt. Dieser unterstützte die protestantische Bewegung.

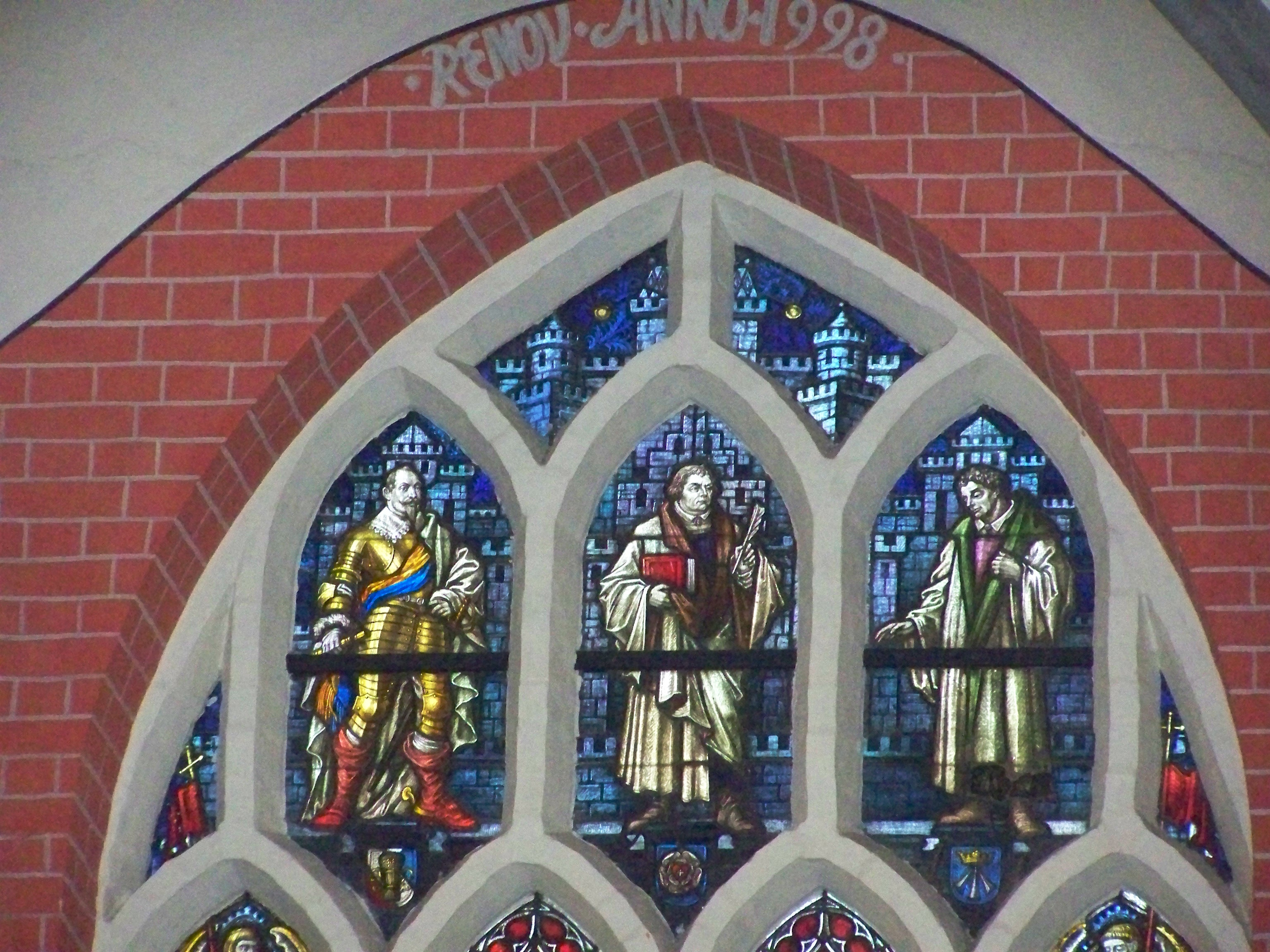
Kirchenfenster der Heilgeistkirche mit einer Darstellung Ketelhots

Im Herbst 1524 brach der Konflikt zwischen Katholiken und Protestanten offen aus. Beide Seiten predigten in den gleichen Kirchen, teilweise sogar unter Bezugnahme auf die laufende Predigt des anderen; katholische Priester und Mönche wurden auf der Straße verhöhnt, Prediger während der Predigt unterbrochen und beschimpft. Ihren Höhepunkt fanden die Auseinandersetzungen am 10. April 1525 im sog. Kirchenbrechen, als Kirchen und Klöster geplündert wurden. In der Folge wendete sich die Mehrheit der Bürger sowie der Rat der evangelischen Lehre zu. Die beiden Reformatoren Ketelhot und Kureke erhielten die Hauptpfarren in St. Nikolai. Ketelhot wurde zudem die neu ausgearbeitete Kirchen- und Schulordnung unterstellt. Als Superintendent Johannes Knipstro 1535 zum Generalsuperintendenten von Pommern-Wolgast berufen wurde, folgte ihm Ketelhot im Amt des Superintendenten von Stralsund nach.
Es existiert eine Darstellung Ketelhodts im Kirchenfenster der Heilgeistkirche neben Martin Luther und König Gustav Adolf II. von Schweden. In der Nikolaikirche wurde ein Porträt von ihm aufgehängt.

## Familie
Ketelhots Zugehörigkeit zur Adelsfamilie Ketelhodt ist urkundlich nicht belegt, aber plausibel, da er das gleiche Stammwappen benutzt haben soll. Er heiratete in Stralsund am 24. Juli 1524 die Tochter des Bürgers Detmar Röling.